# Passaggio a Nord-Ovest (romanzo)
Passaggio a Nord-Ovest (Northwest passage) è un romanzo di Kenneth Roberts pubblicato nel 1937 e tradotto in Italia due anni dopo per l'editore Mondadori.
Ambientato a metà del XVIII secolo, racconta la vita del maggiore Robert Rogers che comandava un corpo di truppe rangers coloniali (cioè nativi del continente americano) durante la guerra franco-indiana, nel più ampio quadro della guerra dei sette anni. Roberts è anche il primo a percorrere il passaggio a nord-ovest, la rotta marina che collega l'Oceano Atlantico al Pacifico attraverso le acque artiche del Canada.

## Trama

### Libro primo
Nel 1765 il giovane Langdon Towne è un giovane di Arundel che studia della cittadina di Portsmouth (New Hampshire) appassionato di disegno, attività considerata disdicevole non solo dalla sua famiglia, ma anche da quella della fidanzata Elizabeth Browne. Langdon appartiene alla minoranza congregazionalista mentre il padre di Elizabeth è un pastore anglicano. Un giorno per sua sfortuna viene sorpreso a diffamare Benning Wentworth, governatore della provincia del New Hampshire, che abusa del proprio ruolo per compiere soprusi ai danni degli abitanti. Langdon rischia di essere "arruolato" a forza su una nave in partenza, ma viene salvato dall'irruzione di due carissimi amici, Hunk Marriner e Cap Huff. Salvato dall'arresto illegittimo, fugge insieme a Hunk per arruolarsi nei reparti che combattono contro i francesi e i loro alleati indiani Abenachi.
Lungo la strada verso nord i due incontrano il sergente McNott che li convince a unirsi ai rangers del maggiore Robert Rogers. Langdon fa colpo con i suoi schizzi, ha disegnato con pochi tratti i ranger che ha conosciuto. I due ragazzi vengono arruolati appena in tempo, perché gli uomini del maggiore Rogers partono in canoa per una spedizione di guerra contro la cittadina canadese indiana di St. Francis. Alcune centinaia di ranger risalgono in canoa fiumi e laghi, accompagnati da una pattuglia di indiani. Muovendosi secondo le regole di Rogers, eludono le pattuglie francesi che cercano di intercettarli.
La marcia è faticosissima, per nove giorni si muovono in un mefitico pantano finché le loro divise si riducono a brandelli; Hunk Marriner e alcuni altri rimangono vittima di un incidente ocn la polvere da sparo e devono essere rispediti indietro gravemente feriti; quando raggiungono la cittadina indiana di St. Francis, la sorpresa è totale. Colti nel sonno, gli abitanti vengono sbaragliati e trucidati. Tutti i maschi adulti sono uccisi, i rangers si ritirano verso sud portando con sé le prigioniere bianche liberate e alcune indiane ostaggio. Immediatamente si scatena la caccia dei francesi. I fuggitivi risalgono il corso del fiume St.Francis in direzione delle colonie americane, in condizioni ancora disastrose. Ma ben presto le provviste finiscono, e raggiunto il lago Memphremagog i ranger pretendono di dividersi in più gruppi e di allentare la velocità di fuga in modo da procurarsi selvaggina.
Il maggiore Rogers acconsente, ma il giorno dopo i gruppi di due suoi ufficiali cadono in un agguato e vengono sterminati. Langdon riesce a salvarsi per caso insieme a tre compagni e raggiunge le forze del maggiore. Il resto del viaggio lungo il fiume Connecticut è durissimo per gli uomini rimasti senza viveri, ma li sostiene la certezza delle provviste che li aspettano alle foci del fiume Ammonoosuc. Quando arrivano sul posto i soccorritori che li aspettano, come da istruzioni del maggiore Rogers, si sono già allontanati per timore dei francesi.
Rogers lascia gli uomini al forte improvvisato, e insieme a Langdon e altri due risale con una zattera fino al Forte numero 4. Raggiunto a prezzo di fatiche e pericoli indicibili, spedisce i soccorsi ai suoi uomini e raggiunge a Fort Crown Point il generale Amherst, proprio superiore, per comunicargli la distruzione di St. Francis e il cessato pericolo per i coloni dispersi sul territorio, che adesso possono vivere in tranquillità.
L'impresa è perfettamente riuscita, Rogers congeda i suoi uomini. Affida a Langdon il giovane indiano Billy portato con sé come ostaggio, e i due fanno ritorno a Arundel, dove il ragazzo viene accolto come un eroe. Naturalmente la fama che si è procurato con la spedizione dei rangers lo protegge dalle cattive intenzioni dei potenti della contea. Purtroppo Hung Marriner non si riprende più dalle gravi ustioni dell'incidente e muore il giorno dopo il suo arrivo.
A Langdon interessa soprattutto riallacciare i rapporti con Elizabeth Browne, e non vuole rinunciare a divenire un artista. Mostra a Elizabeth i propri lavori, tra i quali un ritratto del maggiore Rogers a pastello che alla ragazza piace moltissimo. Quando Rogers arriva a Arundel per riprendersi Billy, Langdon vive della sua gloria riflessa. Il maggiore viene accolto come un eroe, soprattutto dalle donne, e il ragazzo scopre con delusione che è stato proprio il ritratto a farr innamorare di lui Elizabeth.
Quando Rogers gli annuncia le imminenti nozze con la ragazza, Langdon Towne decide di partire per l'Inghilterra dove studierà l'arte del disegno.

### Libro secondo
A Londra, Langdon Towne scopre che i gusti degli inglesi a proposito di arte figurativa sono molto classici, e che quelli che lui considera grandi artisti, come William Hogarth, non sono apprezzati. Tenta di vendere alcune opere a tipografi per farne delle stampe, ma il mercato è inflazionato e i suoi acquerelli di indiani non hanno richiesta. Soltanto l'arrivo a Londra del maggiore Rogers, anche qui accolto come un eroe, gli permette di entrare in contatto con ricchi mecenati che acquistano le sue serie di stampe. Rogers è venuto a cercare finanziamenti perché è convinto di poter trovare il famoso Passaggio a Nord-ovest, la via per il commercio tra l'Europa e l'Asia attraverso l'America. Per questo viaggio ha preferito lasciare a casa la giovane moglie, anche a causa di dissidi economici con il suocero, ma le scrive puntualmente.
Potter, il segretario di Rogers, convince Langdon a cercare tracce della figlia che egli ha abbandonato da bambina presso una famiglia. La piccola Ann è costretta a fingersi zoppa e mendicare per portare il denaro ai suoi padroni, che vivono in uno squallore desolante. Langdon la riscatta per portarla al padre, ma questi non è interessato a tenerla con sé e gliela affida. Quando Rogers trova i finanziamenti per la sua spedizione attraverso il continente americano, porta con sé naturalmente Langdon, ma anche Potter e la ragazzina Ann.
Sembra che nulla sia cambiato nella cittadina di Langdon, tranne il peggioramento del carattere di Elizabeth; quando però viene a sapere che il marito è stato nominato governatore del Michilimackinac, regione selvaggia tra i Grandi Laghi, lo rivaluta. Il maggiore costringe Langdon a portare con sé verso ovest anche Ann.
Arrivati sul posto, si trovano al centro di un grande congresso che riunisce le tribù indiane e i rappresentanti dell'Inghilterra, primo fra tutti il superiore di Rogers, il sovrintendente agli affari indiani William Johnson. Il secondo cerca di danneggiare il primo per i propri interessi, ad esempio impedendogli di distribuire doni agli indiani, e ordinando ai commercianti che svernano nelle foreste presso le tribù, di svolgere la propria attività nelle stazioni e nei forti inglesi.
Rogers al contrario ha tutto l'interesse a impedire una guerra tra nazioni indiane che si sta profilando all'orizzonte, e che renderebbe estremamente pericolosa la spedizione alla ricerca del passaggio a nord-ovest per la quale aspetta solo l'autorizzazione del re. Elizabeth intanto rivela la propria attitudine tirannica nei confronti del marito, accusato di averla portata fuori dalla civiltà: Michilimackinac è infatti molto differente dalle sue aspettative di moglie di un governatore. La donna sfoga la sua frustrazione anche su Ann.
Quando finalmente gli ordini del re arrivano, sono ben diversi da quelli che si aspetta il maggiore: nessun finanziamento, e disposizioni di esplorare le terre dell'ovest prima di avventurarsi. Rogers decide di rimanere nella sede del governatorato per preparare il materiale, e invia in avanscoperta Langdon con alcuni suoi capitani. L'obiettivo è radunare un nuovo congresso indiano per la primavera successiva, il governatore li raggiungerà con regali e materiale per la spedizione.
I suoi luogotenenti però tradiscono subito le aspettative, e pensano solo a accaparrarsi territorio per speculazioni. Tornato a Michilimackinac, Langdon Towne scopre che il maggiore Rogers è caduto in disgrazia e si trova in prigione, per volontà di William Johnson e del generale Gage. Il suo segretario Potter l'ha denunciato, dicendo che voleva disertare e passare ai francesi. Langdon è però offeso con lui perché ha saputo da Elizabeth delle sue avances a Ann, che è andata a Montréal con il padre. Cerca di raggiungerla mentre Rogers finisce sotto processo, ma la ragazza è già partita per l'Inghilterra.
Langdon torna dunque a Londra dove ritrova subito Ann. Il padre è morto durante la traversata, lei lavora tenendo conferenze sulla vita degli indiani in America. I due si sposano. Qualche tempo dopo  scoprono che Rogers è stato assolto e si trova a Londra, in prigione per debiti. Poi riesce a ottenere un prestito e a uscirne, viene assunto come capitano dal dey di Algeri e infine allo scoppio della guerra d'indipendenza americana ha assunto il comando di un reparto di cacciatori e combatte dalla parte della Corona.
Langdon e Ann decidono di tornare oltre oceano, ma schierandosi dalla parte della rivoluzione. Di Rogers si perdono le tracce in Inghilterra dove è tornato per reclutare ufficiali. 

## Al cinema
Nel 1940 il regista King Vidor ne trasse il film omonimo con Spencer Tracy e Robert Young.

## Edizioni
- Kenneth Roberts, Passaggio a Nord-Ovest, collana Omnibus, traduzione di Elio Vittorini, Milano, Mondadori, 1939.
- Kenneth Roberts, Passaggio a Nord-Ovest, collana I libri del pavone, traduzione di Elio Vittorini, 2 voll., n. 40-43, Milano, Mondadori, 1955.
- Kenneth Roberts, Passaggio a Nord-Ovest, collana Oscar. Letteratura, traduzione di Elio Vittorini, 2 voll., n. 133, Milano, Mondadori, 1973.
- Kenneth Roberts, Passaggio a Nord-Ovest, collana Oscar Narrativa, traduzione di Elio Vittorini, 2 voll., n. 275-276, Milano, Mondadori, 1980.
- Kenneth Roberts, Passaggio a Nord-Ovest, collana SuperBUR narrativa, traduzione di Elio Vittorini, 2 voll., Milano, Rizzoli, 2000, ISBN 88-17-25192-5.